# Кеманкеш Кара Али-паша
Кеманке́ш Кара́ Али-паша (тур. Kemankeş Kara Ali Paşa; ум. 3 апреля 1624, Стамбул) — великий визирь Османской империи (1623—1624).

## Биография
По происхождению - турк из города Ыспарта, получил образование в Эндеруне. Начал службу во дворце Топкапы в должности силахдара (оруженосец султана). Прозвище Кеманкеш получил из-за того, что хорошо стрелял из лука. В 1620 году был назначен бейлербеем Диярбекира, а позже губернатором Багдада, которым был до 1622 года. 
В 1622 году после убийства султана Османа II вернулся в Стамбул, где стал одним из визирей при новом султане Мустафе I. В конце августа 1623 года был назначен на должность великого визиря, сменив в этой должности Мере Хюсейн-пашу. Кеманкеш Кара Али-паша созвал совет с шейх-уль-исламом Яхьёй-эфенди, казаскерами и сеидами. Они решили свергнуть психически нездорового султана и встретились с его матерью. Халиме-султан согласилась на свержение сына, но с условием, что ему сохранят жизнь.
9 сентября 1623 года Мустафа I был перевезён во дворец, где был заперт в одной из комнат, а на трон вступил его племянник, 11-летний Мурад IV. Регентом при малолетнем султане стала его мать Кёсем-султан и Кара Али-паша стал укреплять своё влияние. Он приказал бросить в тюрьмы или казнить некоторых советников, что вызвало недовольство ряда сановников, которые объединились против великого визиря. Кара Али-паша был обвинён в плохом управлении и в получении взяток и 3 апреля 1624 года казнён по приказу юного султана.